# Maria Żelechowska-Wyrzykowska
Maria Żelechowska-Wyrzykowska, ps. Marysiątko (ur. 2 grudnia 1916 w Boguszach, zm. 14 stycznia 2003) – polska działaczka  ludowa i społeczna, nauczycielka, żołnierz Batalionów Chłopskich, porucznik.

## Życiorys
Urodziła się w rodzinie ziemiańskiej. W młodości zamieszkała w Warszawie. W 1935 ukończyła gimnazjum fundacji Wandy Szachtmajerowej. Następnie studiowała na Wydziale Rolnym SGGW w Warszawie, gdzie uzyskała absolutorium w czerwcu 1939. W czasie studiów działała w ZMW „Wici” i Kole Oświaty Rolniczej Studentów SGGW.
W lutym 1940 włączyła w działania w ramach SL „Roch”. Pracowała dla Komendy Głównej Batalionów Chłopskich. Kierowała Oddziałem V łączności Komendy Głównej Batalionów Chłopskich po Marii Maniakównie. Zajmowała się kolportażem prasy Stronnictwa Ludowego „Roch” oraz Batalionów Chłopskich. W jej mieszkaniu znajdował się punkt kontaktowy Batalionów Chłopskich, CKRL i Stronnictwa Ludowego „Roch”. Została aresztowana 2 października 1941 i była więziona w warszawskiej Serbii do 12 sierpnia 1942. W maju 1944 przekazała kierownictwo Oddziału V łączności Komendy Głównej Batalionów Chłopskich Helenie Brodowskiej.
Po zakończeniu II wojny światowej zamieszkała w Ciechanowie. W 1949 rozpoczęła pracę w tamtejszym Liceum Pedagogicznym, a później w Pedagogicznej Szkole Technicznej.

## Odznaczenia
- Krzyż Walecznych
- Złoty Krzyż Zasługi z Mieczami
- Krzyż Partyzancki
- Krzyż Oficerski Orderu Odrodzenia Polski